# Парламентские выборы в Таиланде (1969)
Парламентские выборы были проведены в Таиланде 10 февраля 1969 года, после 11-летнего перерыва. Победу на выборах одержала Объединённая народная партия Таиланда (англ. United Thai People's Party, UTPP) которая получила 75 из 219 мест в Палате представителей. Явка избирателей составила 49,2 %. После выборов 30 из 72 независимых депутатов присоединился к фракции UTPP, доведя её численность до 105 мест, а ещё 24 независимых депутата сформировали Либеральную независимую партию.

## Результаты голосования
| Партия                                | Число поданных голосов | %   | Мест в палате представителей | +/-          |
| ------------------------------------- | ---------------------- | --- | ---------------------------- | ------------ |
| Объединённая народная партия Таиланда |                        |     | 75                           | Новая партия |
| Независимые                           |                        |     | 72                           | +13          |
| Демократическая партия                |                        |     | 57                           | +18          |
| Демократический фронт                 |                        |     | 7                            | Новая партия |
| Объединённый экономический фронт      |                        |     | 4                            | Новая партия |
| Кхана Ратсадон                        |                        |     | 2                            | Новая партия |
| Партия фермеров                       |                        |     | 1                            | Новая партия |
| Свободные демократы                   |                        |     | 1                            | -4           |
| Недействительных бюллетеней           | 428,699                | -   | -                            | -            |
| Всего                                 | 7,285,832              | 100 | 219                          | +59          |
| Источник: Inter-Parliamentary Union   |                        |     |                              |              |